# Angola nos Jogos Olímpicos de Verão de 1980
Angola participou pela primeira vez dos Jogos Olímpicos na edição de 1980 em Moscovo, União Soviética.

## Desempenho

### Atletismo
Masculinos
| Atleta          | Prova | Elim.   | Elim.       | Quartos-de-final | Quartos-de-final | Semifinal   | Semifinal   | Final       | Final       |
| Atleta          | Prova | Tempo   | Pos.        | Tempo            | Pos.             | Tempo       | Pos.        | Tempo       | Pos.        |
| --------------- | ----- | ------- | ----------- | ---------------- | ---------------- | ----------- | ----------- | ----------- | ----------- |
| Ilídio Coelho   | 100m  | 11.42   | 7º/pista 4  | Não avançou      | Não avançou      | Não avançou | Não avançou | Não avançou | Não avançou |
| Rubén Inácio    | 200m  | 22.52   | 6º/pista 1  | Não avançou      | Não avançou      | Não avançou | Não avançou | Não avançou | Não avançou |
| Bernardo Manuel | 5000m | 14:51.4 | 11º/pista 2 |                  |                  |             |             | Não avançou | Não avançou |

### Boxe
| Atleta                | Categoria  | Primeira fase          | Segunda fase           | Fase de 16             | Quartos-de-final       | Semifinais             | Final                  |             |
| Atleta                | Categoria  | Adversário e resultado | Adversário e resultado | Adversário e resultado | Adversário e resultado | Adversário e resultado | Adversário e resultado |             |
| --------------------- | ---------- | ---------------------- | ---------------------- | ---------------------- | ---------------------- | ---------------------- | ---------------------- | ----------- |
| João Luis de Almeida  | Peso galo  | Bye                    | GBR R. Gilbody D 0-5   | Não avançou            | Não avançou            | Não avançou            | Não avançou            |             |
| Abilio Almeida Cabral | Peso pluma | Bye                    | GUY F. Brown D 0-5     | Não avançou            | Não avançou            | Não avançou            | Não avançou            |             |
| Alberto Mendes Coelho | Peso leve  |                        | MGL G. Batbileg D 0-5  | Não avançou            | Não avançou            | Não avançou            | Não avançou            | Não avançou |

### Natação
Masculinos
| Atleta                                                         | Prova          | Eliminatórias | Eliminatórias    | Semifinal   | Semifinal        | Final       | Final       |
| Atleta                                                         | Prova          | Tempo         | Pos.             | Tempo       | Pos.             | Tempo       | Pos.        |
| -------------------------------------------------------------- | -------------- | ------------- | ---------------- | ----------- | ---------------- | ----------- | ----------- |
| Francisco Lopes Santos                                         | 100m bruços    | 1:18.95       | 7º/pista 3 (22º) | Não avançou | Não avançou      | Não avançou | Não avançou |
| Marcos Daniel                                                  | 100m mariposa  | 1:07.46       | 7º/pista 1 (33º) | Não avançou | Não avançou      | Não avançou | Não avançou |
| Jorge Lima                                                     | 100m costas    | 1:14.33       | 6º/pista 4 (25º) | Não avançou | Não avançou      | Não avançou | Não avançou |
| Jorge Lima                                                     | 100m livres    | 59.39         | 8º/pista 2 (35º) | Não avançou | Não avançou      | Não avançou | Não avançou |
| Jorge Lima                                                     | 200m livres    | 2:14.37       | 8º/pista 2 (40º) | Não avançou | Não avançou      | Não avançou | Não avançou |
| Fernando Lopes Francisco Lopes Santos Marcos Daniel Jorge Lima | 4x100m estilos |               |                  | 4:35.11     | 5º/pista 1 (11º) | Não avançou | Não avançou |

Femininos
| Michele Pessoa | 100m livres | 1:09.10 | 6º/pista 1 (30º) | Não avançou | Não avançou | Não avançou | Não avançou | Não avançou | Não avançou | Não avançou | Não avançou | Não avançou |
| Michele Pessoa | 100m costas | 1:26.59 | 6º/pista 3 (26º) | Não avançou | Não avançou | Não avançou | Não avançou | Não avançou | Não avançou | Não avançou | Não avançou | Não avançou |

Legenda
| Recorde mundial      | Recorde mundial (World record)               |                       | Recorde africano                      | Recorde africano (African) |                                           | Q | Classificado por posição (Qualified) |
| Recorde olímpico     | Recorde olímpico (Olympic record)            | Recorde da América    | Recorde da América (Americas)         | q                          | Classificado por melhor tempo (Qualified) |   |                                      |
| Melhor marca do ano  | Melhor marca do ano (World leading)          | Recorde asiático      | Recorde asiático (Asian)              | DNS                        | Não largou (Did not start)                |   |                                      |
| Recorde nacional     | Recorde nacional (National record)           | Recorde europeu       | Recorde europeu (European)            | DNF                        | Não terminou (Did not finish)             |   |                                      |
| Recorde pessoal      | Recorde pessoal do atleta (Personal best)    | Recorde da Oceania    | Recorde da Oceania (Oceania)          | DSQ / DQ                   | Desclassificado (Disqualified)            |   |                                      |
| Recorde da temporada | Recorde da temporada do atleta (Season best) | Recorde sul-americano | Recorde sul-americano (South America) | NM                         | Sem marca (No mark)                       |   |                                      |